# 동등보수 협약
동일가치노동에 대한 남녀근로자의 동일보수에 관한 협약, 간략히 동등보수 협약은 동일가치 노동에 대해 남녀 근로자에게 같은 보수를 지급하도록 하는 것을 내용으로 하는 국제노동기구 제100호 협약이다. 이 협약은 국제노동기구의 8대 기본협약 중 하나이다.

## 미비준국

당사국
미비준국
협정이 적용되지 않는 속령
ILO 회원국 아님

동등보수 협약은 2022년 5월 기준으로, 동등보수 협약의 비준국은 173개국이다. 미비준국은 다음과 같다.
- 라이베리아
- 마셜 제도
- 미국
- 미얀마
- 바레인
- 브루나이
- 소말리아
- 오만
- 카타르
- 쿡 제도
- 쿠웨이트
- 통가
- 투발루
- 팔라우

## 같이 보기
- 차별 (고용과 직업) 협약